# Gampong Blang (Meurah Dua)
Gampong Blang is een bestuurslaag in het regentschap Pidie Jaya van de provincie Atjeh, Indonesië. Gampong Blang telt 280 inwoners (volkstelling 2010).